# Nazionale maschile di rugby a 13 delle Tonga
La nazionale di rugby a 13 delle Tonga è la selezione che rappresenta le Tonga a livello internazionale nel rugby a 13. Il suo debutto risale al 1986 in occasione della partita di Pacific Cup vinta 34-16 contro le Samoa Occidentali.
Oltre a partecipare regolarmente alla Pacific Cup, trofeo che hanno anche vinto due volte, le Tonga hanno finora partecipato a cinque edizioni della Coppa del Mondo di rugby a 13 ottenendo come miglior risultato il raggiungimento delle semifinali nel 2017 dove sono state sconfitte 20-18 dall'Inghilterra.

## Palmarès
- Pacific Cup: 2

1994, 2006